# Thalassosmittia montana
Thalassosmittia montana är en tvåvingeart som beskrevs av Wang och Ole Anton Saether 1993. Thalassosmittia montana ingår i släktet Thalassosmittia och familjen fjädermyggor. Inga underarter finns listade i Catalogue of Life.